# Hydrodendron daidalum
Hydrodendron daidalum is een hydroïdpoliep uit de familie Haleciidae. De poliep komt uit het geslacht Hydrodendron. Hydrodendron daidalum werd in 1969 voor het eerst wetenschappelijk beschreven door Watson. 